# Dylan Borlée
Dylan Borlée (ur. 20 września 1992 w Woluwe-Saint-Lambert) – belgijski lekkoatleta specjalizujący się w biegach sprinterskich.
W 2011 wszedł w skład belgijskiej sztafety 4 × 400 metrów, która zajęła 6. miejsce na mistrzostwach Europy juniorów w Tallinnie. W 2013 sięgnął po srebro młodzieżowych mistrzostw Europy w Tampere oraz igrzysk frankofońskich w Nicei.
W 2016 wszedł w skład belgijskiej sztafety 4 × 400 metrów, która zdobyła złoto mistrzostw Europy w Amsterdamie. W tym samym roku belgijska sztafeta z Borlée w składzie zajęła 4. miejsce na igrzyskach olimpijskich w Rio de Janeiro, natomiast rok później wraz z kolegami z reprezentacji zdobył srebrny medal halowych mistrzostw Europy w Belgradzie. W 2018 zdobył dwa medale: brąz podczas halowych mistrzostw świata w Birmingham oraz złoty na czempionacie Europy w Berlinie w biegach rozstawnych. Brązowy medalista mistrzostw świata w Dosze w sztafecie 4 × 400 metrów (2019).
Złoty medalista mistrzostw Belgii.
Sukcesy na arenie międzynarodowej odnosi jego rodzeństwo – bracia bliźniacy Kévin i Jonathan oraz siostra Olivia. Ojcem całej czwórki jest Jacques Borlée – halowy wicemistrz Europy na 200 metrów z 1983.

## Osiągnięcia
| Rok  | Impreza                                 | Miejsce        | Konkurencja        | Lokata               | Wynik           |
| ---- | --------------------------------------- | -------------- | ------------------ | -------------------- | --------------- |
| 2011 | Mistrzostwa Europy juniorów             | Tallinn        | sztafeta 4 × 400 m | 6. miejsce           | 3:10,89         |
| 2013 | Młodzieżowe mistrzostwa Europy          | Tampere        | sztafeta 4 × 400 m | 2. miejsce           | 3:04,90         |
| 2013 | Mistrzostwa świata                      | Moskwa         | sztafeta 4 × 400 m | 5. miejsce           | 3:01,02         |
| 2013 | Igrzyska frankofońskie                  | Nicea          | bieg na 400 m      | 5. miejsce           | 47,25           |
| 2013 | Igrzyska frankofońskie                  | Nicea          | sztafeta 4 × 400 m | 2. miejsce           | 3:06,24         |
| 2015 | Halowe mistrzostwa Europy               | Praga          | bieg na 400 m      | 2. miejsce           | 46,25           |
| 2015 | Halowe mistrzostwa Europy               | Praga          | sztafeta 4 × 400 m | 1. miejsce           | 3:02,87         |
| 2015 | IAAF World Relays                       | Nassau         | sztafeta 4 × 400 m | 3. miejsce           | 2:59,33         |
| 2015 | Mistrzostwa świata                      | Pekin          | sztafeta 4 × 400 m | 5. miejsce           | 3:00,24 (elim.) |
| 2016 | Halowe mistrzostwa świata               | Portland       | sztafeta 4 × 400 m | 6. miejsce           | 3:09,71         |
| 2016 | Mistrzostwa Europy                      | Amsterdam      | sztafeta 4 × 400 m | 1. miejsce           | 3:01,10         |
| 2016 | Igrzyska olimpijskie                    | Rio de Janeiro | sztafeta 4 × 400 m | 4. miejsce           | 2:58,52         |
| 2017 | Halowe mistrzostwa Europy               | Belgrad        | sztafeta 4 × 400 m | 2. miejsce           | 3:07,80         |
| 2017 | IAAF World Relays                       | Nassau         | sztafeta 4 × 400 m | 2. miejsce (Finał B) | 3:07,14         |
| 2017 | I liga drużynowych mistrzostw Europy    | Vaasa          | bieg na 400 m      | 3. miejsce           | 46,56           |
| 2017 | Mistrzostwa świata                      | Londyn         | sztafeta 4 × 400 m | 4. miejsce           | 3:00,04         |
| 2018 | Halowe mistrzostwa świata               | Birmingham     | sztafeta 4 × 400 m | 3. miejsce           | 3:02,51         |
| 2018 | Mistrzostwa Europy                      | Berlin         | bieg na 400 m      | półfinał             | 45,63           |
| 2018 | Mistrzostwa Europy                      | Berlin         | sztafeta 4 × 400 m | 1. miejsce           | 2:59,47         |
| 2019 | Halowe mistrzostwa Europy               | Glasgow        | sztafeta 4 × 400 m | 1. miejsce           | 3:06,27         |
| 2019 | IAAF World Relays                       | Jokohama       | sztafeta 4 × 400 m | 3. miejsce           | 3:02,70         |
| 2019 | Mistrzostwa świata                      | Doha           | sztafeta 4 × 400 m | 3. miejsce           | 2:58,78         |
| 2019 | Mistrzostwa świata                      | Doha           | sztafeta mieszana  | 6. miejsce           | 3:14,22         |
| 2021 | World Athletics Relays                  | Chorzów        | sztafeta 4 × 400 m | 8. miejsce           | 3:10,74         |
| 2021 | World Athletics Relays                  | Chorzów        | sztafeta mieszana  | 4. miejsce           | 3:17,92         |
| 2021 | Igrzyska olimpijskie                    | Tokio          | sztafeta mieszana  | 5. miejsce           | 3:11,51         |
| 2022 | Halowe mistrzostwa świata               | Belgrad        | sztafeta 4 × 400 m | 1. miejsce           | 3:07,43 (elim.) |
| 2022 | Mistrzostwa świata                      | Eugene         | bieg na 400 m      | półfinał             | 45,41           |
| 2022 | Mistrzostwa świata                      | Eugene         | sztafeta 4 × 400 m | 3. miejsce           | 2:58,72         |
| 2022 | Mistrzostwa Europy                      | Monachium      | bieg na 400 m      | 5. miejsce           | 45,39           |
| 2022 | Mistrzostwa Europy                      | Monachium      | sztafeta 4 × 400 m | 2. miejsce           | 2:59,49         |
| 2023 | Halowe mistrzostwa Europy               | Stambuł        | sztafeta 4 × 400 m | 1. miejsce           | 3:05,84         |
| 2023 | I dywizja drużynowych mistrzostw Europy | Chorzów        | bieg na 400 m      | 11. miejsce          | 45,84           |
| 2023 | I dywizja drużynowych mistrzostw Europy | Chorzów        | sztafeta mieszana  | 3. miejsce           | 3:12,97         |
| 2023 | Mistrzostwa świata                      | Budapeszt      | bieg na 400 m      | półfinał             | 45,59           |
| 2023 | Mistrzostwa świata                      | Budapeszt      | sztafeta 4 × 400 m | eliminacje           | 3:00,33         |
| 2024 | Halowe mistrzostwa świata               | Glasgow        | sztafeta 4 × 400 m | 1. miejsce           | 3:02,54         |
| 2024 | World Athletics Relays                  | Nassau         | sztafeta 4 × 400 m | 3. miejsce           | 3:01,16         |
| 2024 | Mistrzostwa Europy                      | Rzym           | bieg na 400 m      | półfinał             | 45,46           |
| 2024 | Mistrzostwa Europy                      | Rzym           | sztafeta 4 × 400 m | 1. miejsce           | 2:59,84         |
| 2024 | Igrzyska olimpijskie                    | Paryż          | bieg na 400 m      | repasaże             | 45,51           |
| 2024 | Igrzyska olimpijskie                    | Paryż          | sztafeta 4 × 400 m | 4. miejsce           | 2:57,75         |
| 2025 | World Athletics Relays                  | Kanton         | sztafeta 4 × 400 m | 2. miejsce           | 2:58,19 (elim.) |

## Rekordy życiowe
- Bieg na 400 metrów – 45,09 (2023)
- Bieg na 400 metrów (hala) – 46,25 (2015)

4 marca 2018 sztafeta 4 × 400 metrów w składzie Dylan Borlée, Jonathan Borlée, Jonathan Sacoor i Kévin Borlée ustanowiła czasem 3:02,51 halowy rekord kraju na tym dystansie.
10 sierpnia 2024 sztafeta 4 × 400 metrów w składzie Jonathan Sacoor, Dylan Borlée, Kévin Borlée i Florent Mabille ustanowiła czasem 2:57,75 rekord kraju na tym dystansie.